# الن لاد
الن والبریج لاد (انگلیسی: Alan Walbridge Ladd; ۳ سپتامبر ۱۹۱۳ – ۲۹ ژانویهٔ ۱۹۶۴) یک هنرپیشه و تهیه‌کننده فیلم و تلویزیون اهل ایالات متحده آمریکا بود.

## زندگی
وی در ۱۹۱۳ در آرکانزاس زاده شد و در سال ۱۹۶۴ در کالیفرنیا درگذشت.
با بازی در فیلم را با نقش‌های کوچک آغاز کرد، مانند بازی در فیلم همشهری کین که در آن او نقش یکی از گزارشگران را برعهده داشت که البته دوربین هیچگاه صورت او را نشان نداد در سال ۱۹۴۲ همراه با ورونیکا لیک ستاره مشهور آن زمان سینما در فیلمی بنام «کلید شیشه‌ای» (بر اساس داستانی از دشیل همت) ظاهر شد. ظاهر خونسرد و سیمای بدون لبخند او مناسب فضای جنگی آن دوره بود و او بزودی جای خود را در میان ستارگان برتر دهه چهل باز کرد. در سال ۱۹۴۶ بار دیگر با ورونیکا لیک در فیلمی بنام «کوکب آبی» (بر اساس داستانی از ریموند چندلر) همبازی شد. این سومین بازی مشترک این دو بود. در سال ۱۹۴۹ در فیلم گتسبی بزرگ به نقش «جی گتسبی» به بازی پرداخت؛ و در سال ۱۹۵۳ شاه نقش خود را در فیلم وسترن شین ارائه داد. فیلم، ۵ بار نامزد دریافت اسکار شد و در رده‌بندی مؤسسه فیلم آمریکا در ردهٔ ۴۵ قرار گرفت.
آلن لد سه بار در سال‌های ۱۹۴۷، ۱۹۵۳ و ۱۹۵۴ جزو فهرست ده هنرپیشه پولساز هالیوود قرار گرفت. او یکبار در سال ۱۹۶۲ با اسلحه اقدام به خودکشی کرد که ناموفق بود.
بر اثر ادم مغزی ناشی از مصرف بیش از حد مواد مخدر و الکل درگذشت

## فیلم‌شناسی
از فیلم‌ها که وی در آن نقش داشته است می‌توان به آثار زیر اشاره کرد.

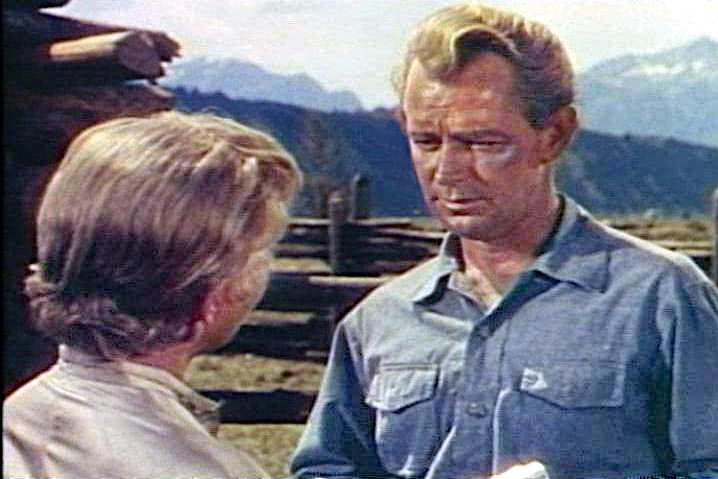
شین

- جزیره ارواح گمشده (۱۹۳۳)
- ارواح دریا (۱۹۳۷)
- در گرداگرد شهر (۱۹۳۷)
- هیتلر، هیولای برلن (۱۹۳۹)
- زنبور سبز (۱۹۴۰)

- همشهری کین (۱۹۴۱)
- گربه سیاه (۱۹۴۱
- اسلحهٔ بزرگ (۱۹۴۱)
- کلید شیشه‌ای (۱۹۴۲)
- Joan of Paris (۱۹۴۲)
- This Gun for Hire (۱۹۴۲)
- Two Years Before the Mast (۱۹۴۶)
- کوکب آبی (۱۹۴۶)
- O.S.S (۱۹۴۶)
- سایگون (۱۹۴۸)
- Whispering Smith (۱۹۴۸)
- آخرین مهلت شیکاگو (۱۹۴۹)
- گتسبی بزرگ (۱۹۴۹)
- ملاقات با خطر (۱۹۵۱)
- شین (۱۹۵۳)
- ساسکاچوان (۱۹۵۴)
- جهنم زیر صفر (۱۹۵۴)
- شوالیه سیاه (۱۹۵۴)
- ساکنان برهوت (۱۹۵۸)
- The Man in the Net (۱۹۵۹)
- تازه‌به‌دوران‌رسیده‌ها (۱۹۶۴)